# Yakutopus
Yakutopus xerophilus es una especie de araña araneomorfa de la familia Linyphiidae. Es el único miembro del género monotípico Yakutopus.

## Distribución
Se encuentra en  Rusia asiática.